# Protestas en Kuwait de 2011-2012
Las protestas en Kuwait de 2011-2012 fueron una serie de protestas en Kuwait con el fin de unas reformas gubernamentales en el estado de Kuwait. En noviembre de 2011, el gobierno de Kuwait renunció en respuesta a las protestas, convirtiendo a Kuwait en uno de los varios países afectados por la Primavera Árabe que experimentó importantes cambios gubernamentales debido a los disturbios. Las protestas comenzaron con personas apátridas (Bedoon). 

## Cronología

### Protestas beduinas
Sabah Al-Ahmad Al-Jaber Al-Sabah , el emir de Kuwait , dio a cada ciudadano kuwaití 1000 dinares (3.580 $) y una subvención de comida gratis por un año el 18 de enero de 2011, oficialmente para conmemorar el 20 aniversario de Kuwait la liberación de la ocupación de Irak las fuerzas durante la primera Guerra del Golfo , así como el 50 º aniversario de la independencia del Estado. 
Sin embargo, la subvención no se extendió a los apátridas beduino que viven en Kuwait. Decenas demostrado en la ciudad de Kuwait el 19 de febrero en contra de su supuesta condición de segunda clase. 
Los Líderes de la oposición  política de Kuwait pidió más protestas en marzo a la presión del primer ministro Nasser Mohammed Al-Ahmed Al-Sabah a renunciar. 
Los Beduinos  continuaron la protesta en enero de 2012 a pesar de la prohibición de la protesta, resultando protestas en masa los días  13 y 14 de enero en los barrios pobres cerca de la ciudad de Kuwait para pedir el derecho a la ciudadanía. 
En ambos días, estalló la violencia, con la policía antimotines enfrentándose a manifestantes y fuerzas del orden arrestando a docenas de beduinos varios de ellos  el día  13 de enero y gases lacrimógenos para dispersar a los asistentes a reunión el 14 de enero.

## Protestas Políticas
En junio de 2011, cientos de kuwaitíes se manifestaron en una protesta contra el gobierno, pidiendo la dimisión del primer ministro. 
Un niño egipcio de 10 años de edad llamado Bassem fue expulsado de la educación en el país para preguntar en clase, "¿Por qué no hay una revolución en su país? " Acusado de incitar a una revolución, la expulsión provocó una protesta, lo que resulta en su reincorporación ese mismo mes. 
Poco tiempo después, surgieron informes de una creciente crisis en el país como un parlamento rebelde incrementado la presión sobre la familia gobernante más acusaciones de mala gestión de los fondos públicos, la corrupción y la ineficiencia. 
El 21 de septiembre, varios miles de personas marcharon en la ciudad de Kuwait. Las estimaciones del número de ralliers varió considerablemente, desde 5000 en la parte baja, a 70.000 en el extremo superior. 
Los Pequeños incidentes continuaron después de eso, y en octubre, la industria del petróleo se declararon en huelga, así como más de tres mil los agentes de aduanas, y el 20 de octubre, hubo otra manifestación muy grande en la capital. 
En respuesta, el primer ministro denunció las protestas como "ir demasiado lejos" y amenazó con una ofensiva de seguridad.  
La oposición en el Parlamento formó una comisión para la reforma constitucional. 

## Toma del Parlamento de Kuwait
el día 17 de noviembre, cuando miles de manifestantes entraron por la fuerza en el Parlamento después de que la policía emplease la fuerza para disolver una marcha que pedía la renuncia del jefe del Gobierno.
En octubre, las protestas motivaron la renuncia del ministro de Asuntos Exteriores, Mohamed Salem al Sabah, vinculado a una supuesta trama de corrupción en la que miembros del Ejecutivo pagaron sobornos a parlamentarios para "ganar su lealtad".
Las desavenencias en la Asamblea Parlamentaria y las crisis gubernamentales son una constante en este rico reino petrolero del golfo Pérsico, que cuenta con uno de los Parlamentos más democráticos de la región.

### Respuesta del Gobierno
Después de la toma de la Asamblea Nacional, el Emir Sabah Al-Ahmad Al-Jaber Al-Sabah, convocó a una reunión del gabinete de emergencia el 17 de noviembre para discutir el caso. El emir denunció la manifestación como "un paso sin precedentes en el camino a la anarquía y la anarquía" y culpó a los enfrentamientos del "sabotaje planificada de antemano" por "agitadores". Lo llamó "Día Negro". 
La oposición kuwaití respondió dando a entender a la familia real intentó hacer Kuwait en un "estado policial". Legisladores de la oposición se comprometió a intensificar las protestas "sin importar el precio". 
El primer ministro y su gabinete presentaron su renuncia el 28 de noviembre antes de una manifestación masiva para pedir su salida del poder. El emir aceptó la renuncia y se espera que nombre un nuevo primer ministro en cuestión de días, aunque Nasser estarán en funciones hasta la formación de un nuevo gobierno. 
Hasta 50 mil personas marcharon en Kuwait horas a la ciudad después de las renuncias se dieron a conocer.
El 6 de diciembre, el emir disolvió el parlamento y fijó las elecciones para el 2 de febrero de 2012.

## Elecciones
La oposición islamista ganó por amplia mayoría las elecciones parlamentarias en Kuwait, al arrebatar varios escaños a partidarios de la familia gobernante del emir kuwaití, señalaron las autoridades locales.
Las elecciones anticipadas realizadas la víspera se convocaron en diciembre después de que el gobierno del emir, el jeque Sabah al-Ahmad al-Sabah disolviera el Parlamento en respuesta a la crisis política y las protestas callejeras.

## Fallo de la Corte Suprema Constitucional de Kuwait
El Tribunal Constitucional de Kuwait ha anulado la legitimidad del parlamento  kuwaití surgido de las elecciones legislativas del pasado febrero, que dio la mayoría a la oposición islamista, y ha ordenado restablecer la asamblea anterior. A lo largo del año se han producido un incremento de las tensiones entre los legisladores del Gobierno y los de la mayoría islamista, que amenazaron con paralizar el nombramiento de los nuevos ministros y las leyes de planificación económica del país.
El monarca del país, jeque Sabah al-Ahmad al-Sabah, había suspendido durante un mes el Parlamento. El emir, que tiene la última palabra en cuestiones políticas y la potestad de nombrar al primer ministro, podía tomar la medida de emergencia de acuerdo con la Constitución del estado del Golfo para dar tiempo a las negociaciones y evitar una crisis más profunda.